# Supergirl (série télévisée)
Pour les articles homonymes, voir Supergirl.
Supergirl est une série télévisée américaine en 126 épisodes de 42 minutes créée par Greg Berlanti et Ali Adler, diffusée entre le 26 octobre 2015 et le 9 novembre 2021, d'abord simultanément sur le réseau CBS aux États-Unis et sur le réseau Global au Canada pour la première saison, puis sur The CW et sur Showcase depuis la deuxième saison.
L'intrigue est inspirée du personnage de Kara Zor-El / Supergirl, cousine de Superman. Sans être une série dérivée, la série a été par rétro-continuité intégrée à l'univers partagé Arrowverse des séries télévisées de la CW comptant Flash, Arrow, Legends of Tomorrow, Batwoman et Black Lightning.
En France, la série est diffusée en version originale sous-titrée en français depuis le 27 octobre 2015 sur le service de vidéo à la demande MYTF1 VOD puis en version française depuis le 2 novembre 2016 sur la chaîne à péage Série Club et en clair depuis le 10 juillet 2017 sur TF1, en Belgique, depuis le 17 juillet 2016 sur La Deux et au Québec, depuis le 29 août 2016 sur la chaîne câblée MusiquePlus (sur Max à partir du 3 septembre 2019), puis en clair sur le réseau V.

## Synopsis
Kara Zor-El, cousine de Kal-El, est arrivée sur Terre, mais avec 24 ans de retard. Elle avait pour mission de protéger son cousin, mais celui-ci est devenu entretemps un super héros nommé Superman et respecté de tous. La jeune fille est donc recueillie par une famille d'adoption, la famille Danvers. Elle change donc son nom pour Kara Danvers. Grâce à sa famille adoptive, la jeune fille apprend à maîtriser ses super-pouvoirs, mais surtout à les cacher du grand public.
Désormais âgée de 24 ans, elle travaille comme assistante pour Cat Grant au sein du groupe de média CatCo, dans la ville de National City, située sur la côte Ouest des États-Unis. Une catastrophe inattendue va l'obliger à montrer qui elle est vraiment aux yeux de tous. Très vite, les habitants de la ville ayant vu ses incroyables capacités la surnomment Supergirl.

## Distribution

### Acteurs principaux
Légende :  = Principal(aux)
Légende :  = Récurrent(es)
Légende :  = Invité(es)
| Acteurs                 | Personnages                                     | Saisons    | Saisons    | Saisons    | Saisons    | Saisons    | Saisons    |
| Acteurs                 | Personnages                                     | 1          | 2          | 3          | 4          | 5          | 6          |
| Melissa Benoist         | Kara Danvers / Kara Zor-El / Supergirl          | Principale | Principale | Principale | Principale | Principale | Principale |
| Mehcad Brooks           | Jimmy « James » Olsen / The Guardian (en)       | Principal  | Principal  | Principal  | Principal  | Récurrent  | Invité     |
| Chyler Leigh            | Alexandra « Alex » Danvers / Sentinel           | Principale | Principale | Principale | Principale | Principale | Principale |
| Jeremy Jordan           | Winslow « Winn » Schott, Jr / Toyman            | Principal  | Principal  | Principal  |            | Invité     | Invité     |
| Calista Flockhart       | Catherine « Cat » Grant                         | Principale | Récurrente | Invitée    |            |            | Invitée    |
| David Harewood          | Hank Henshaw / J'onn J'onzz / Martian Manhunter | Principal  | Principal  | Principal  | Principal  | Principal  | Principal  |
| Chris Wood              | Mon-El / Mike Matthews                          |            | Principal  | Principal  |            | Invité     | Invité     |
| Floriana Lima           | Maggie Sawyer                                   |            | Principale | Récurrente |            |            |            |
| Katie McGrath           | Lena Luthor                                     |            | Récurrente | Principale | Principale | Principale | Principale |
| Andrea Brooks (en)      | Eve Teschmacher                                 |            | Récurrente | Récurrente | Récurrente | Principale | Invitée    |
| Odette Annable          | Samantha Arias / Reign                          |            |            | Principale |            | Invitée    |            |
| Jesse Rath              | Querl « Brainy » Dox / Brainiac 5               |            |            | Récurrent  | Principal  | Principal  | Principal  |
| Sam Witwer              | Benjamin Lockwood / agent Liberty               |            |            |            | Principal  | Invité     |            |
| Nicole Maines           | Nia Nal / Dreamer                               |            |            |            | Principale | Principale | Principale |
| April Parker Jones (en) | colonel Lauren Haley                            |            |            |            | Principale |            |            |
| Azie Tesfai             | Kelly Olsen / Guardian II                       |            |            |            | Récurrente | Principale | Principale |
| Julie Gonzalo           | Andrea Rojas / Acrata                           |            |            |            |            | Principale | Principale |
| Staz Nair               | William Dey                                     |            |            |            |            | Principal  | Principal  |
| Peta Sergeant           | Nyxlygsptlnz "Nyxly"                            |            |            |            |            |            | Principale |
| ----------------------- | ----------------------------------------------- | ---------- | ---------- | ---------- | ---------- | ---------- | ---------- |

- Melissa Benoist (VF : Zina Khakhoulia) : Kara Danvers / Kara Zor-El / Supergirl
- Mehcad Brooks (VF : Jérôme Rebbot) : Jimmy « James » Olsen / The Guardian (en) (saisons 1 à 5 - invité saison 6)
- Chyler Leigh (VF : Véronique Desmadryl) : Alexandra « Alex » Danvers / Sentinel (saison 6)
- Jeremy Jordan (VF : Rémi Caillebot) : Winslow « Winn » Schott, Jr / Toyman (saisons 1 à 3 - invité saisons 5 et 6)
- Calista Flockhart (VF : Natacha Muller) : Catherine « Cat » Grant (saison 1 - récurrente saison 2 - invitée saison 3 et 6 - caméo saison 4)
- David Harewood (VF : Paul Borne) : Hank Henshaw / J'onn J'onzz / Martian Manhunter
- Chris Wood (VF : Julien Allouf) : Mon-El / Mike Matthews (saisons 2 et 3 - invité saisons 5 et 6)
- Floriana Lima (VF : Olivia Luccioni) : Maggie Sawyer (saison 2 - récurrente saison 3)
- Katie McGrath (VF : Adeline Moreau) : Lena Luthor (saison 3 à 6 - récurrente saison 2)
- Odette Annable (VF : Victoria Grosbois) : Samantha Arias / Reign (saison 3 - invitée saison 5)
- Jesse Rath (VF : Pierre Tessier) : Querl « Brainy » Dox / Brainiac 5 (saison 4 à 6 - récurrent saison 3)
- Sam Witwer (VF : Thomas Roditi) : Benjamin Lockwood / agent Liberty (saison 4 - invité saison 5)
- Nicole Maines (VF : Adeline Chetail) : Nia Nal / Dreamer (saison 4 à 6)
- April Parker Jones (en) (VF : Daria Levannier) : colonel Lauren Haley (saison 4)
- Azie Tesfai (VF : Youna Noiret) : Kelly Olsen / The Guardian II (saison 5 et 6 - récurrente saison 4)
- Julie Gonzalo (VF : Olivia Dalric) : Andrea Rojas / Acrata (saison 5 et 6)
- Staz Nair (VF : Yann Sundberg) : William Dey (saison 5 et 6)
- Andrea Brooks (en) (VF : Anne-Laure Gruet) : Eve Teschmacher (saison 5 - récurrente saisons 2 à 4 - invitée saison 6)
- Peta Sergeant (VF : Nathalie Karsenti) : Nyxlygsptlnz "Nyxly" (saison 6)

Photos des acteurs principaux
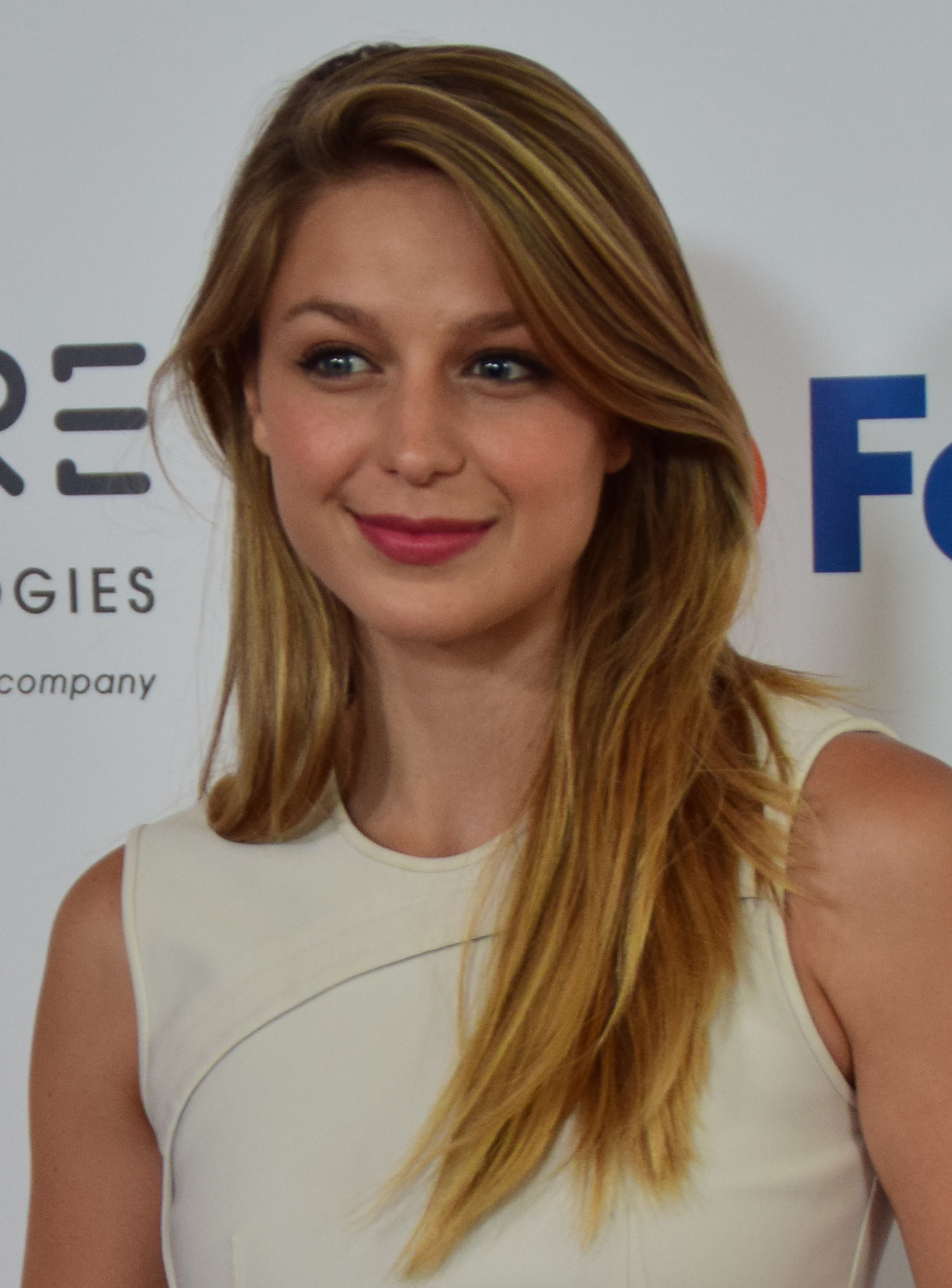
Melissa Benoist interprète Kara Danvers / Supergirl
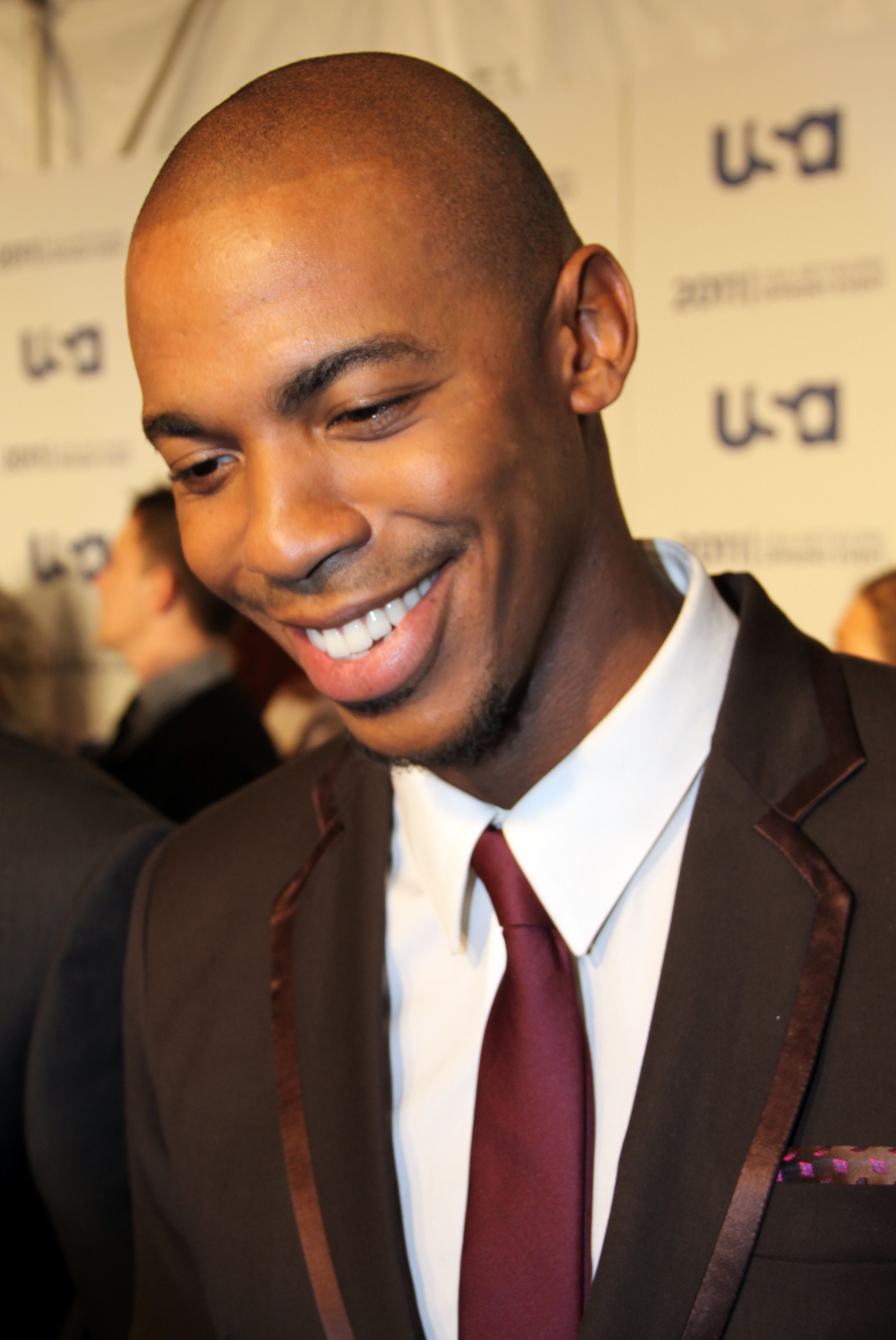
Mehcad Brooks interprète Jimmy Olsen / Guardian
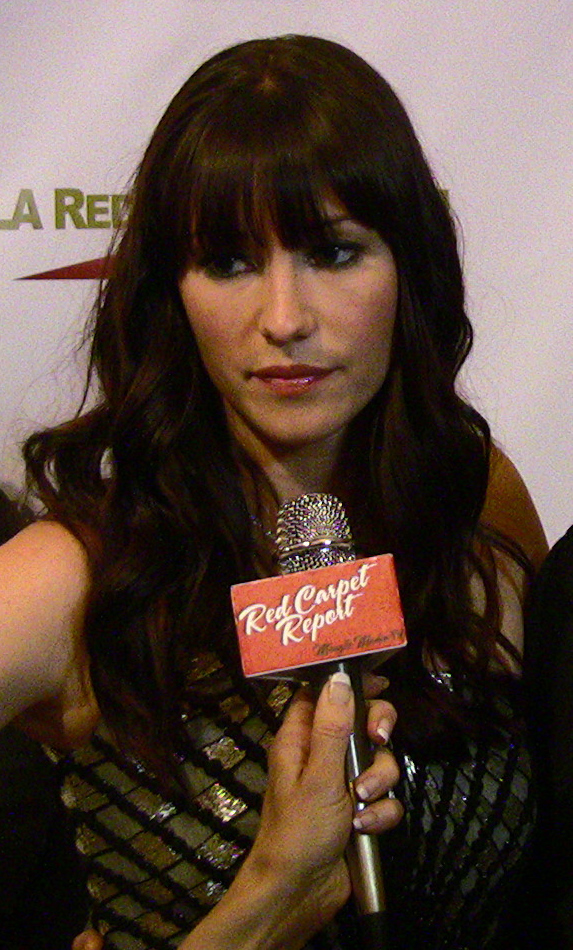
Chyler Leigh interprète Alexandra « Alex » Danvers
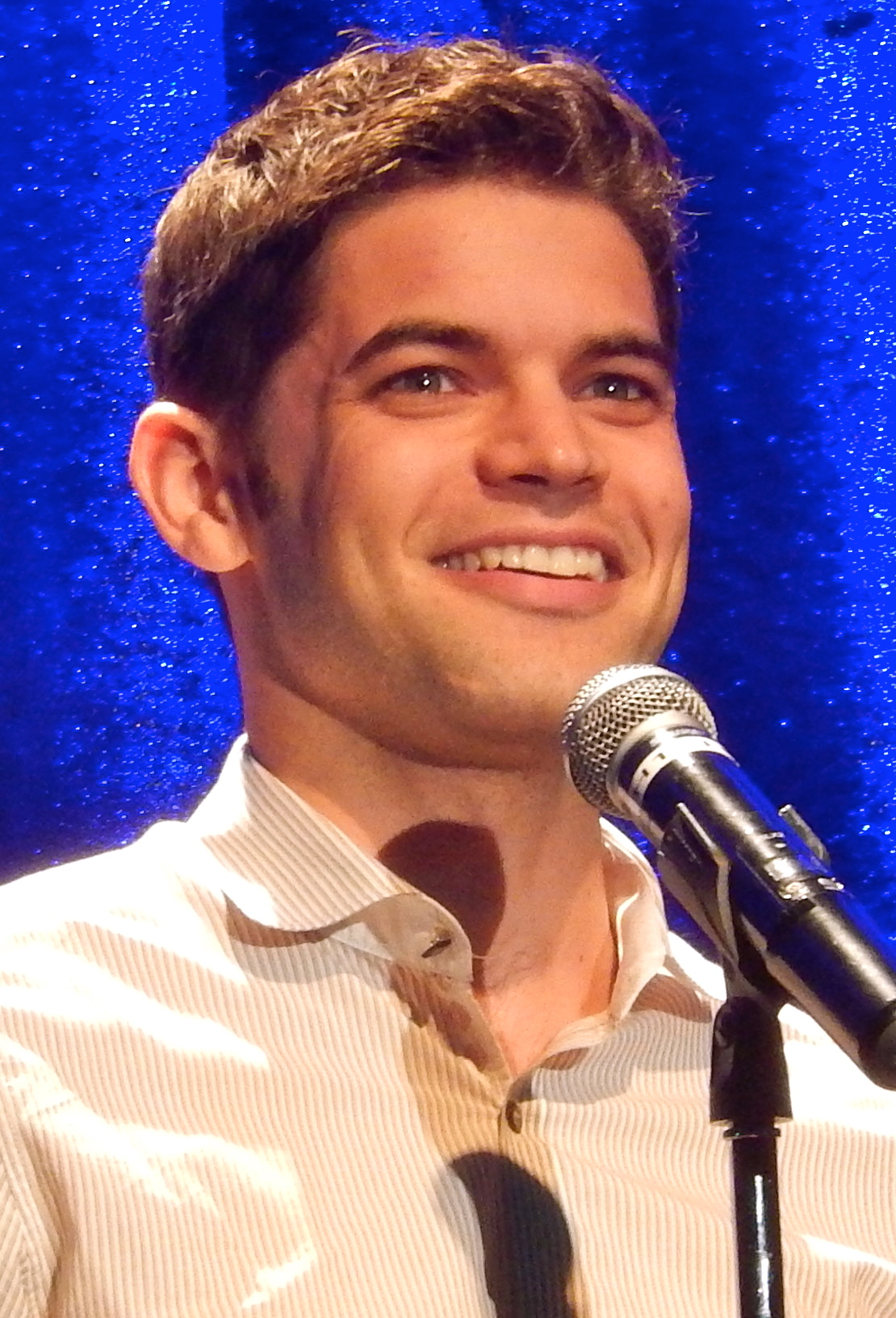
Jeremy Jordan interprète Winslow « Winn » Schott, Jr.
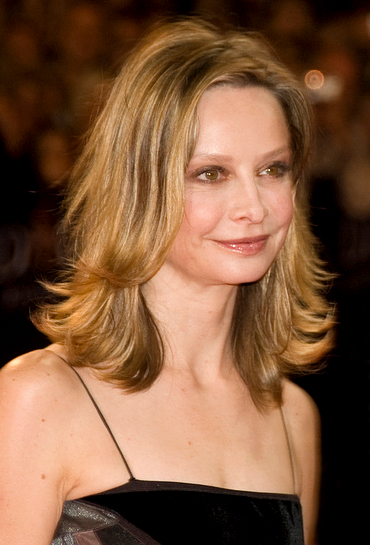
Calista Flockhart interprète Cat Grant
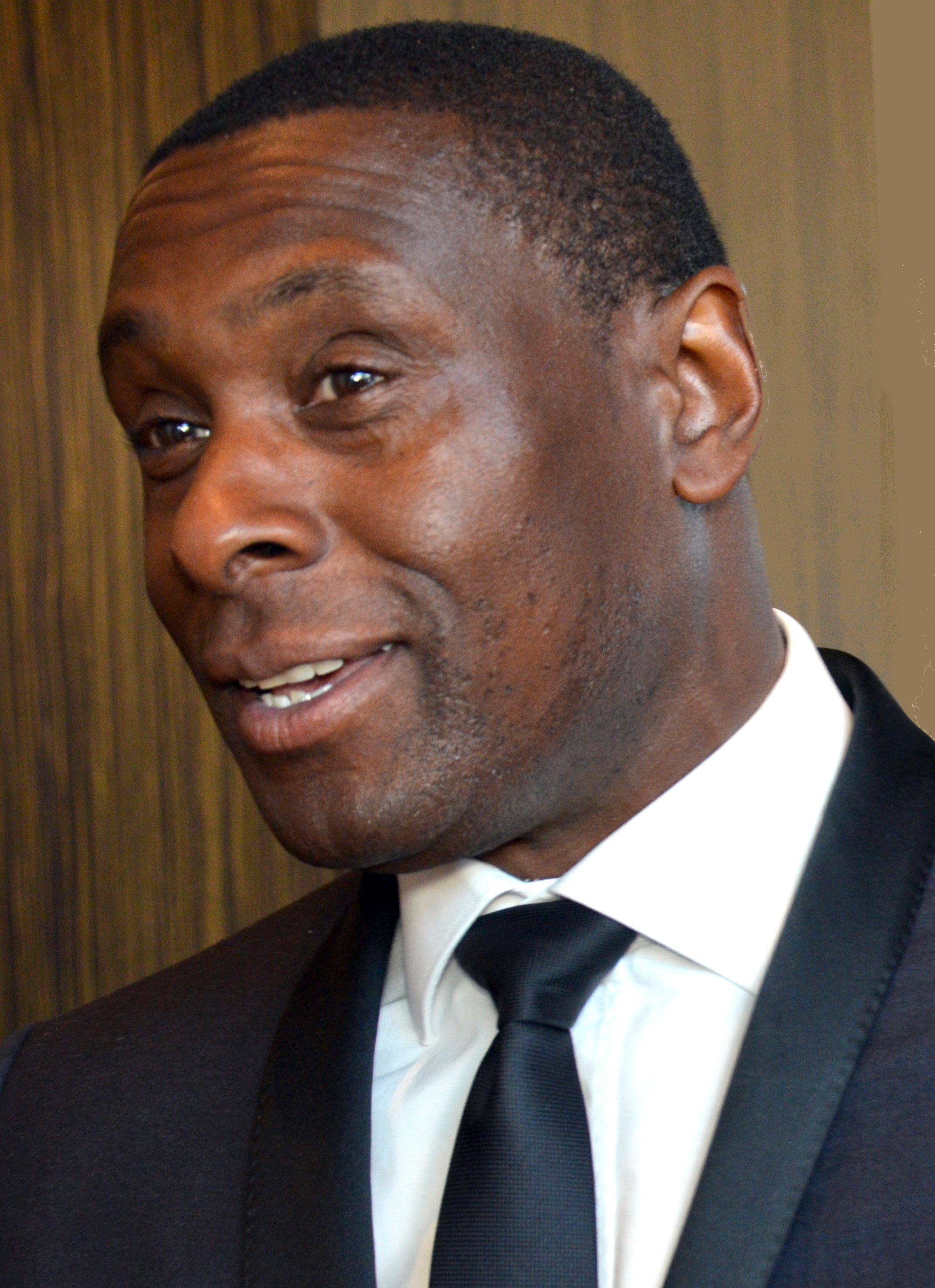
David Harewood interprète Hank Henshaw (en) / J'onn J'onzz
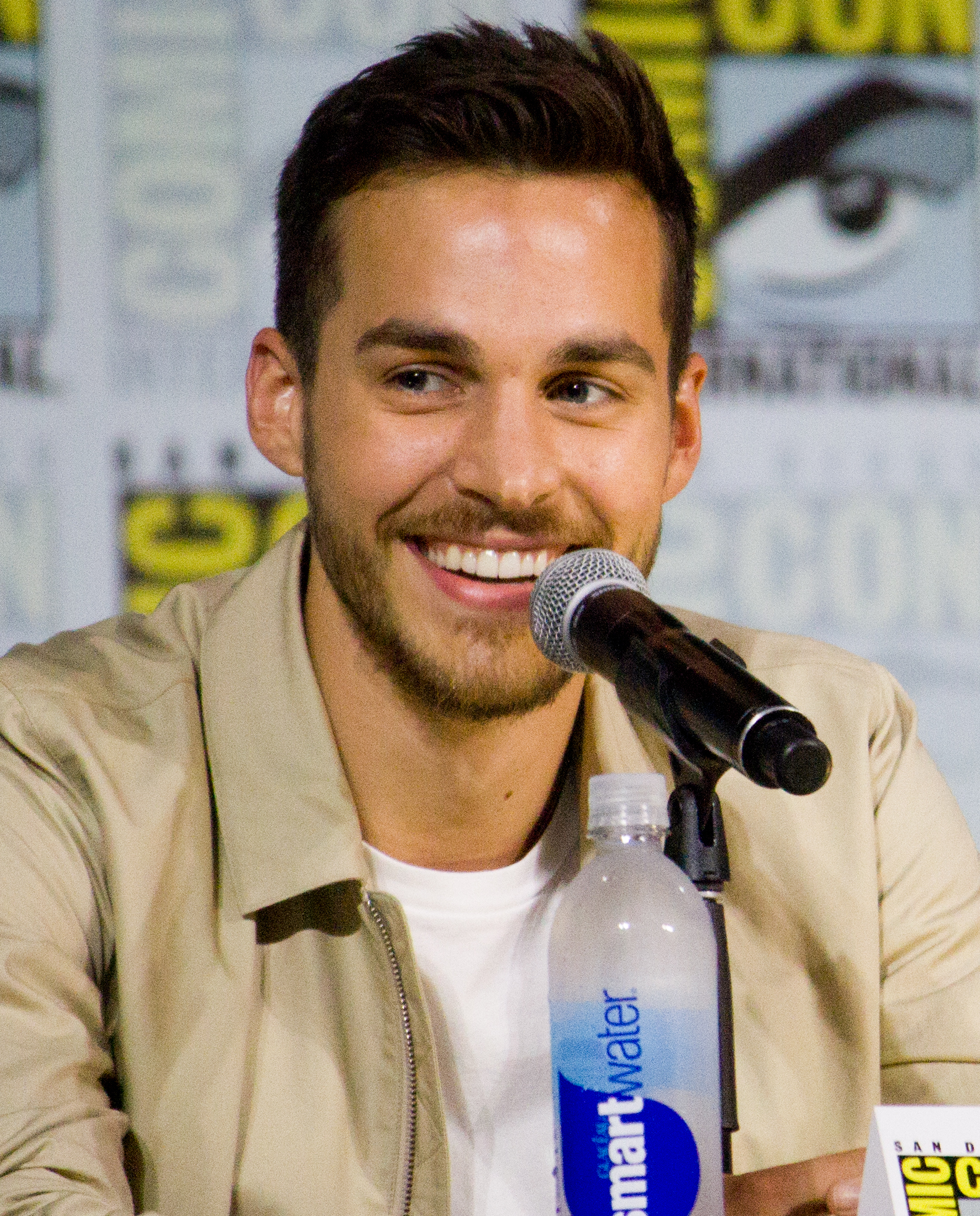
Chris Wood interprète Mon-El / Mike Matthews
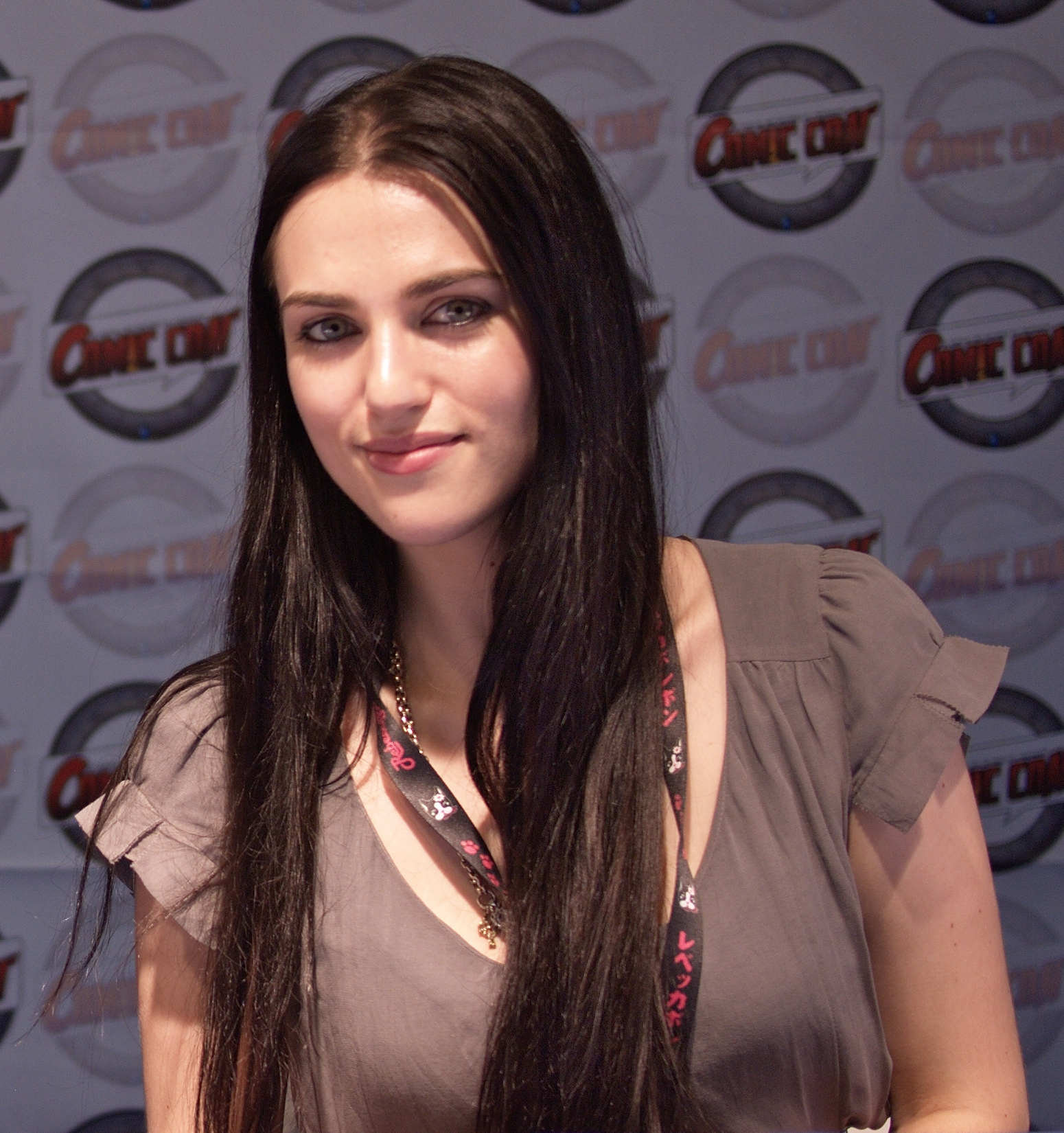
Katie McGrath interprète Lena Luthor
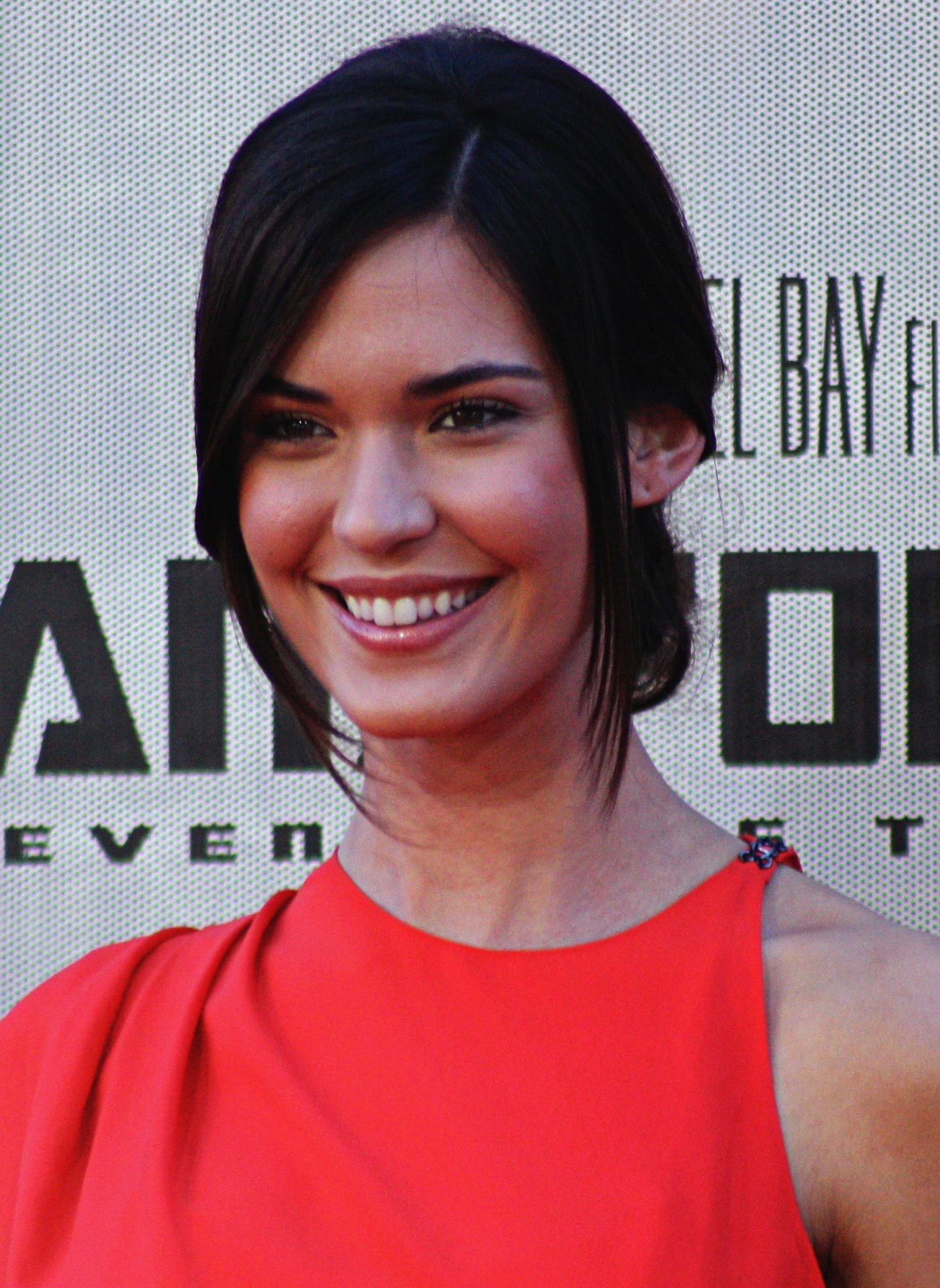
Odette Annable interprète Samantha Arias / Reign
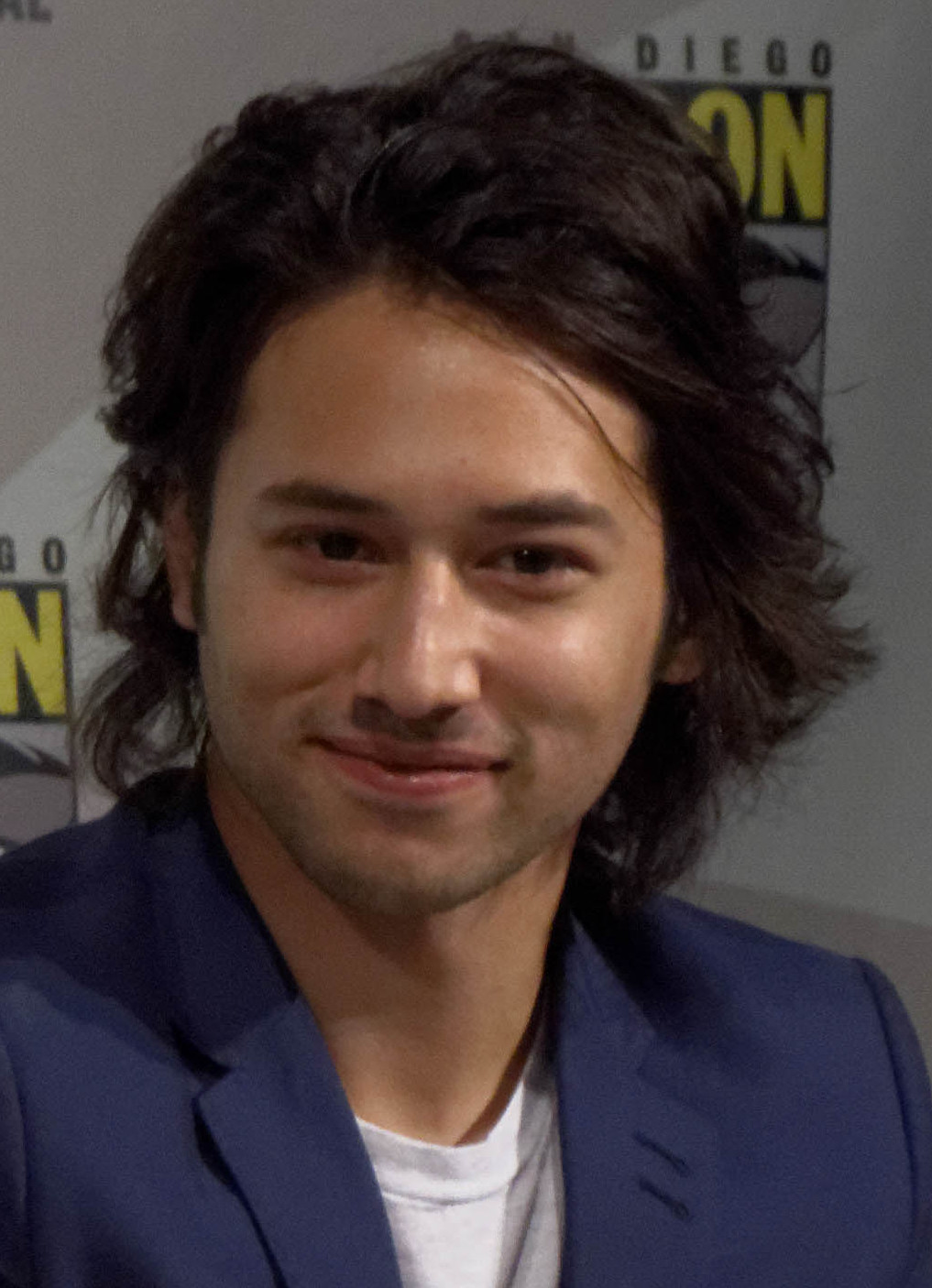
Jesse Rath interprète Brainiac 5
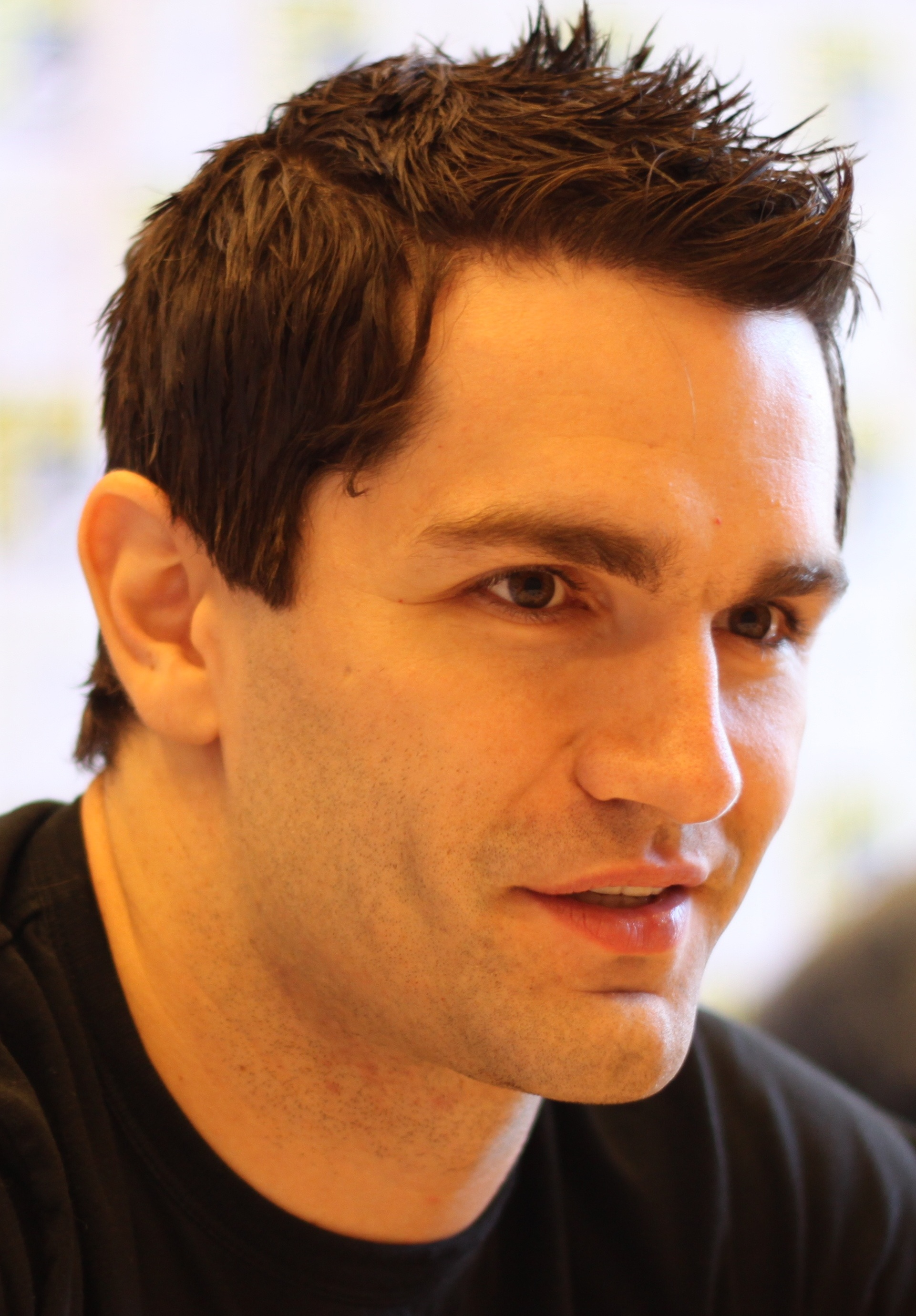
Sam Witwer interprète Benjamin Lookwood / Agent Liberty
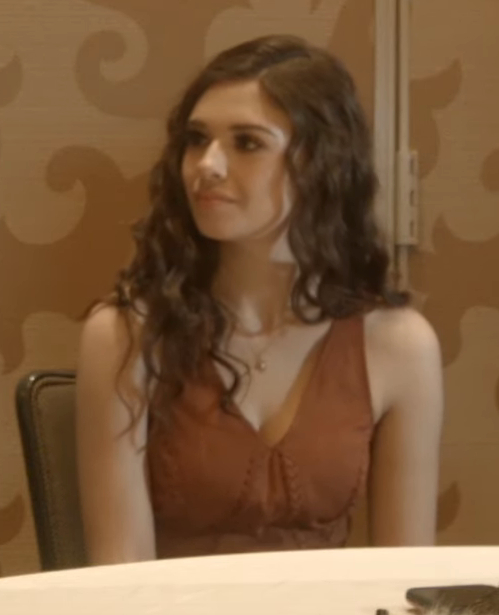
Nicole Maines interprète Nia Nal / Dreamer
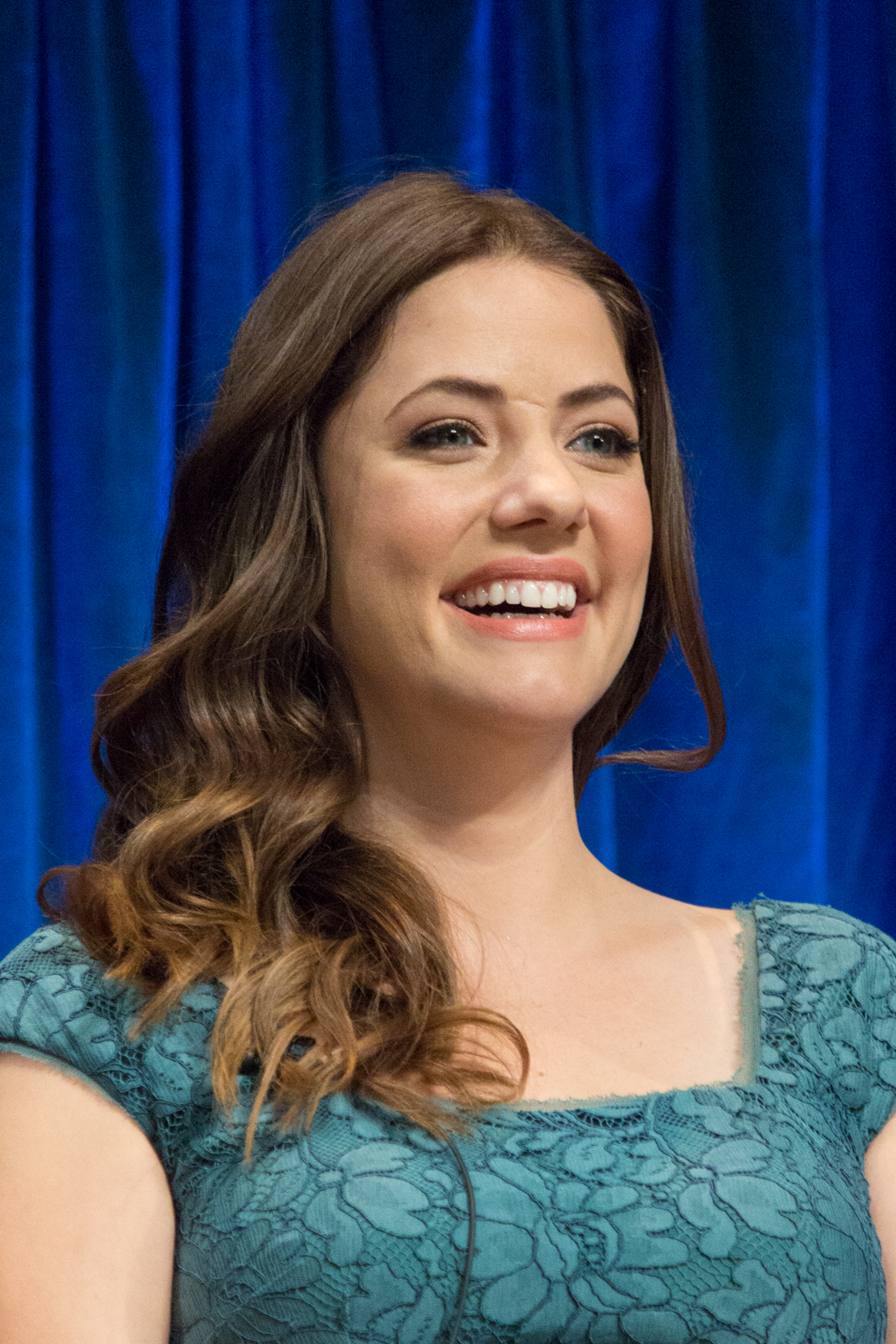
Julie Gonzalo interprète Andrea Rojas

### Acteurs récurrents
Introduits dans la saison 1
- Laura Benanti (saisons 1 et 2) (VF : Marie-Ève Dufresne) puis Erica Durance (saison 3) (VF : Vanina Pradier) : Alura Zor-El / la générale Astra (saisons 1 et 3, invitée saison 2 et 5)
- Helen Slater (VF : Isabelle Gardien) : Eliza Danvers, mère adoptive de Kara (saison 1, invitée saisons 2 à 4 et 6)
- Dean Cain (VF : Emmanuel Curtil) : Jeremiah Danvers, père adoptif de Kara (saison 1, invité saison 2)
- Briana Venskus (VF : Léovanie Raud) : agent Vasquez
- Robert Gant (VF : Jérôme Keen) : Zor-El (saison 1, invité saison 2)
- Chris Vance (VF : Julien Kramer) : Non (en) (saison 1)
- Peter Facinelli (VF : Bruno Choël) : Maxwell Lord (saison 1)
- Jenna Dewan (VF : Laura Blanc) : Lucy Lane (saison 1)
- Glenn Morshower (VF : Thierry Murzeau) : Général Samuel "Sam" Lane (saison 1)
- Italia Ricci (VF : Stéphanie Hédin) : Siobhan Smythe / Silver Banshee (en) (saison 1)
- Brit Morgan (VF : Claire Guyot) : Leslie Willis / Livewire (invitée, saisons 1 à 3)

Introduits dans la saison 2
- Tyler Hoechlin (VF : Thibaut Lacour) : Clark Kent / Superman (saison 2, invité saisons 4 et 5)
- Brenda Strong (VF : Françoise Cadol) : Lillian Luthor (depuis la saison 2)
- Ian Gomez (VF : Mathieu Buscatto) : Snapper Carr, rédacteur en chef à CatCo (saison 2)
- Sharon Leal (VF : Annie Milon) : M'gann M'orzz / Miss Martian (saison 2 et 6, invitée saison 3 et 5)
- Tamzin Merchant (VF : Nastassja Girard) : Lyra Strayd (saison 2, invitée saison 4)
- Teri Hatcher (VF : Claire Guyot) : Rhea, la Reine de Daxam (saison 2)
- Frederick Schmidt (VF : Benjamin Egner) : John Corben / Metallo (saison 2)
- Lynda Carter (VF : Martine Irzenski) : Présidente Olivia Marsdin[12] (invité récurrente saison 2 et 4)
- Peter Gadiot : Mr Mxyztplk (invité récurrent saison 2, 5 et 6)

Introduits dans la saison 3
- Emma Tremblay (en) (VF : Alice Orsat) : Ruby Arias (saison 3)
- Carl Lumbly : (VF : Saïd Amadis) : M'yrnn J'onzz (saison 3, invité saisons 4 et 5)
- Betty Buckley : (VF : Frédérique Cantrel) : Patricia Arias (saison 3, invité saisons 5 et 6)
- Anjali Jay (VF : Sophie Baranes) : Selena, membre du conseil d'Argo
- Amy Jackson (VF : Nastassja Girard) : Imra Ardeen / Saturn Girl (saison 3)
- Chad Lowe (VF : Patrick Mancini) : Thomas Coville (saison 3, invité saison 5)
- Adrian Pasdar (VF : Bernard Gabay) : Morgan Edge (saison 3)
- Krys Marshall (VF : Claire Morin) : Julia Freeman / Purity (saison 3)

Introduits dans la saison 4
- Bruce Boxleitner (VF : Jean-Marc Galéra) : Vice-Président, puis Président Baker
- Rhona Mitra (VF : Marie Zidi) : Mercy Graves
- Robert Baker (VF : Olivier Chauvel) : Otis Graves / Metallo (saisons 4, invité saisons 5 et 6)
- David Ajala (en) (VF : Gilles Morvan) : Manchester Black
- Bitsie Tulloch (VF : Pamela Ravassard) : Lois Lane (saisons 4 et 5)
- Jon Cryer (VF : Lionel Tua) : Lex Luthor (saisons 4 à 6)
- Anthony Konechny : Agent Raymond Jensen
- Phil LaMarr (VF : Jean-Paul Pitolin) : Ma'alefa'ak (invité saison 4, récurrent saison 5)

Introduits dans la saison 5
- Cara Buono (VF : Delphine Braillon) : Gamemnae
- Mitch Pileggi (VF : José Luccioni) : Rama Khan

Introduits dans la saison 6
- Claude Knowlton : Silas
- Jason Behr : Zor-El

### Invités des séries du même univers
Flash
- Grant Gustin (VF : Alexandre Gillet) : Barry Allen / The Flash (5 épisodes)
- Carlos Valdes (VF : Antoine Schoumsky) : Francisco « Cisco » Ramon / Vibe (3 épisodes)
- Tom Cavanagh (VF : Serge Faliu) : Dr Harrison Wells / Nega-Flash / Pariah (3 épisodes)
- Danielle Panabaker (VF : Marie Diot) : Dr Caitlin Snow / Killer Frost (2 épisodes)
- Candice Patton (VF : Jessica Monceau) : Iris West (1 épisode)
- Jesse L. Martin (VF : Frantz Confiac) : le lieutenant Joe West, le père d'Iris (1 épisode)
- Keiynan Lonsdale (VF : Alex Fondja) : Wally West / Kid Flash (1 épisode)
- Danielle Nicolet (VF : Julie Dumas) : Cecille Horton (1 épisode)
- John Wesley Shipp (VF : Philippe Catoire) : Barry Allen / Flash (1 épisode)
- Jessica Parker Kennedy (VF : Marie Giraudon) : Nora West-Allen / XS (1 épisode)
- Patrick Sabongui (en) (VF : Nessym Guetat) : David Singh (1 épisode)

Arrow
- LaMonica Garrett (VF : Florian Wormser) : Mar Novu / The Monitor (5 épisodes)
- Stephen Amell (VF : Sylvain Agaësse) : Oliver Queen / Green Arrow (3 épisodes)
- David Ramsey (VF : Namakan Koné) : John « Dig » Diggle / Spartan (2 épisodes)
- Emily Bett Rickards (VF : Aurore Bonjour) : Felicity Smoak (1 épisode)
- Katherine McNamara (VF : Cindy Tempez) : Mia Smoak / Green Arrow II (1 épisode)
- Audrey Marie Anderson (VF : Anne Massoteau) : Lyla Michaels / Harbinger (1 épisode)

Legends of Tomorrow
- Caity Lotz (VF : Anne-Charlotte Piau) : Sara Lance / White Canary (2 épisodes)
- Brandon Routh (VF : Adrien Antoine) : Ray Palmer / The Atom (1 épisode)
- Victor Garber (VF : Gabriel Le Doze) : Pr Martin Stein / Firestorm (1 épisode)
- Franz Drameh (VF : Eilias Changuel) : Jefferson « Jax » Jackson / Firestorm (1 épisode)
- Dominic Purcell (VF : Éric Aubrahn) : Mick Rory / Heat Wave (1 épisode)
- Adam Tsekhman (VF : Alexis Victor) : l'agent Gary Green (1 épisode)

Batwoman
- Ruby Rose (VF : Vanessa Van-Geneugden) : Kate Kane / Batwoman (2 épisodes)

#### Freedom Fighters: The Ray
- Russell Tovey : Raymond « Ray » Terrill / The Ray (1 épisode)

Invités des séries du multivers DC
- Burt Ward : Dick Grayson / Robin (de Batman, 1 épisode)
- Robert Wuhl : Alexander Knox (du film Batman, 1 épisode)
- Alan Ritchson : Hank Hall / Hawk (de Titans, 1 épisode)
- Curran Walters : Jason Todd / Robin II (de Titans, 1 épisode)

Version française
- Société de doublage : Dubbing Brothers
- Direction artistique : Marie-Christine Chevalier
- Adaptation des dialogues : Christophe Sagniez, Laurence Fattelay et Vanessa Bertran

 Source et légende : version française (VF) sur RS Doublage et Doublage Séries Database

## Production

### Genèse et développement
En septembre 2014, la rumeur d'un projet d'adaptation des aventures de Supergirl dans une série télévisée par Michael Green, producteur d'autres séries DC comme Gotham, The Flash, Smallville ou bien la série Heroes. Le lendemain, de nouvelles informations sur la série dévoilent qu'elle ne sera pas développée par la chaîne The CW sous-entendant aucun lien avec les séries ci-haut mentionnées. La série sera développée et écrite par Greg Berlanti associé à Ali Adler.
En octobre 2014, il est annoncé que la série sera diffusée par CBS.
En novembre 2014, Berlanti, producteur de la série, a sous-entendu que la série se situerait dans le même univers que les séries Arrow et The Flash.
Le 6 mai 2015, CBS commande la série pour la saison 2015-2016.
Le 13 mai 2015, lors des Upfronts, CBS annonce la diffusion de la série pour les lundis à partir de la fin novembre 2015, après le déplacement de The Big Bang Theory au jeudi. Mais le pilote fuit en ligne le 22 mai, seulement deux semaines après la commande.
À la suite des attentats du 13 novembre 2015 en France, CBS a décidé de déprogrammer l'épisode How Does She Do It? qui sera diffusé une semaine plus tard, et le remplacer par le suivant, Livewire.
Le 30 novembre 2015, CBS commande sept épisodes supplémentaires portant la saison à 20 épisodes.
Le 3 février 2016, il est officiellement annoncé que la série va connaître son premier crossover avec la série Flash diffusée sur The CW. Après des mois de rumeurs et bien que les deux séries soient diffusées sur deux chaînes différentes, la production confirme que Barry Allen, alias Flash, interprété par Grant Gustin, apparaîtra dans l'épisode diffusé le 28 mars 2016 sur CBS.
Le 12 mai 2016, la série a été renouvelée pour une deuxième saison de vingt-deux épisodes et sera désormais diffusée sur le réseau The CW. La décision a été prise par CBS et le studio Warner Bros. Television, à la suite des audiences jugées décevantes pour un réseau aussi important. À partir du 1er août 2016, la première saison est rediffusée sur The CW tous les lundis soirs et ce jusqu'à la diffusion de la deuxième saison. En août 2016, la production annonce un total de vingt-trois épisodes pour la deuxième saison mais le total est finalement ramené à vingt-deux.
Le 8 janvier 2017, la série a été renouvelée pour une troisième saison. Ali Adler quitte son poste de showrunner, remplacée par Jessica Queller et Robert Rovner.
Le 2 avril 2018, la série a été renouvelée pour une quatrième saison.
Le 31 janvier 2019, la série a été renouvelée pour une cinquième saison.
Le 7 janvier 2020, la série est renouvelée pour une sixième saison.
Le 17 mars 2020, le site TV Line annonce que certaines séries seront raccourcies à cause de la pandémie du COVID-19. Supergirl en fait partie et la cinquième saison sera finalement de 21 épisodes, la production du 22e restant en suspens. La saison sera désormais de 19 épisodes au total pour la saison 5.
En mai 2020, The CW dévoile le calendrier des reprises des séries pour l'année 2020-2021, mais la 6e saison de Supergirl n'est pas prévue avant la mi-saison 2021, car Melissa Benoist a pris congé de maternité.
Le 22 septembre 2020, la CW annonce que la sixième saison sera la dernière et qu'elle aura un total de vingt épisodes.

### Attribution des rôles
En janvier 2015, Melissa Benoist obtient le rôle-titre de la série, surpassant Claire Holt (H2O, Vampire Diaries, The Originals) et Elizabeth Lail (Once Upon a Time). Quelques jours plus tard, Mehcad Brooks décroche le rôle de Jimmy Olsen, célèbre photographe pour CatCo et ami proche de Kara.
En février 2015, la distribution continue de s’agrandir avec l'arrivée de Calista Flockhart (Ally McBeal, Brother & Sisters) dans le rôle Catherine Grant, la patronne de Kara, puis de Laura Benanti (Nashville) dans le rôle d'Allura Zor-El, la mère de Kara.
En mars 2015, Dean Cain, interprète de Superman dans la série Loïs et Clark : Les Nouvelles Aventures de Superman, interprètera Jeremiah Danvers, le père adoptif de Kara sur Terre.
Helen Slater, interprète principale dans le film Supergirl en 1984, rejoint la distribution en tant qu'invitée dans le rôle de la mère adoptive de Kara sur Terre.
Chyler Leigh, David Harewood et Jeremy Jordan rejoignent également la distribution, la première interprétant Alexandra Danvers, le second Hank Henshaw et le dernier Winslow « Winn » Schott, collègue de Kara et connu comme alias dans l'univers DC du Toyman. Quelques jours plus tard, en même temps que la publication d'une photo de l'actrice principale en costume de Supergirl, Faran Tahir s'ajoute à la distribution dans le rôle d'un méchant. Malina Weissman décroche le rôle de la jeune Kara.
Fin mars 2015, l'acteur Owain Yeoman (Troie, The Mentalist) décroche le rôle de Vartox.
En juillet 2015, Peter Facinelli (Twilight). décroche le rôle de Maxwell Lord et Chris Browning (en) celui de Reactron (en).
En août 2015, il est annoncé que Lucy Lane sera incarnée par Jenna Dewan-Tatum, puis que le rôle de Livewire est attribué à Brit Morgan.
Le 10 août 2015, lors de la Television Critics Association, il est révélé par Greg Berlanti, Andrew Kreisberg et Ali Adler que le Général Sam Lane (en), Red Tornado, T. O. Morrow (en) et un Kryptonien, intégreront la saison 1.
Le 14 août 2015, Justice Leak (en) est choisi pour incarner Hellgrammite, un vilain de DC Comics.
Grant Gustin est annoncé le 3 février 2016 comme de retour dans son rôle de Barry Allen / The Flash pour un crossover diffusé le 28 mars 2016.
Le 8 juin 2016, le site TVline annonce l'ajout de cinq nouveaux personnages importants à la série : Lena Luthor, la sœur de Lex Luthor ; Nick Farrow, fils d'un célèbre reporter et qui veut faire ses preuves dans le monde de CatCo ; un personnage féminin dont on ne connaît pas le nom pour le moment mais qui est appelé Le Docteur et qui se trouve derrière le projet Cadmus ; Snapper Carr, un journaliste vétéran engagé par Cat Grant pour faire fonctionner le département des news et Maggie Sawyer, une jeune femme détective ayant des connaissances scientifiques.
Le 15 juin 2016, l'acteur Tyler Hoechlin (Teen Wolf). est choisi pour incarner Clark Kent et son alter-ego Superman pour donner la réplique à Melissa Benoist pour la seconde saison, il sera invité durant les deux premiers épisodes.
Le 22 juin 2016, l'actrice Lynda Carter est choisie pour incarner la Présidente des États-Unis dans la seconde saison.
Le 20 juillet 2016, l'acteur Chris Wood (The Vampire Diaries, Containment) est choisi et obtient le rôle principal pour le personnage de Mon-El/Mike Mathews à partir de la saison 2.
Le 2 août 2016, après de longues semaines de négociations, Calista Flockhart reprendra son rôle de Cat Grant en tant que récurrente guest-star pour la saison 2. L'actrice se rendra à Vancouver pour tourner autant de scène que possible.
En novembre 2016, un nouveau cross-over est annoncé entre les trois séries dérivées ou du même univers, soit Arrow, Flash, Legends of Tomorrow et Supergirl.
Le 11 avril 2017, la production annonce le retour de Tyler Hoechlin dans le rôle de Superman pour le final de la saison 2.
Le 20 avril 2017, l'acteur Mark Gibbon (en) a été choisi pour incarner Zod dans le final de la saison 2.
Le 31 mai 2017, Odette Annable est annoncée comme interprète de Worldkiller Reign pour la saison 3.
Le 7 juillet 2017, la CW annonce que Laura Benanti, ne pouvant reprendre son rôle d'Alura, est remplacée par Erica Durance pour la saison 3.
En juin 2018, la CW annonce que Jesse Rath reprendra son rôle de Brainiac 5 en tant que personnage régulier pour la saison 4 et que Jeremy Jordan ne sera plus régulier mais récurrent pour la saison 4. En août, Bruce Boxleitner remplace Brent Spiner dans le rôle du vice-président, Spiner devant quitter la production pour problèmes familiaux.
Le 15 mars 2019, Azie Tesfai est promue à la distribution principale pour la cinquième saison. Quelques mois plus tard, c'est au tour de Andrea Brooks (en), l'interprète de Eve Tessmacher, qui devient régulière pour cette cinquième saison.
L'actrice Julie Gonzalo intègre la distribution pour un rôle régulier, celui d'Andrea Rojas, une super-héroïne alliée de Superman à la tête d'une entreprise technologique qui veut se débarrasser des cartels. Suivi de Staz Nair, apparu dans la série Krypton, dans le rôle de William Dey.
L'acteur Mehcad Brooks annonce qu'il quittera la série à la fin de la première moitié de la saison 5 pour se consacrer à d'autres projets.
Le 19 septembre 2019, les acteurs Mitch Pileggi et Cara Buono intègrent la distribution pour des rôles récurrents interprétant deux anciens et puissants extra-terrestres.

### Tournage
Le tournage du pilote a débuté début mars 2015 sur les studios de la Warner Bros. à Burbank, où la série Loïs et Clark : Les Nouvelles Aventures de Superman (1993-1997) a été tournée.
Le 23 juillet 2015, le tournage de la série débute à Los Angeles avec celui de l'épisode 2.
À la suite du changement de chaîne en saison 2, le tournage de la série a été déplacé à Vancouver au Canada, où une grosse partie des séries de The CW sont tournées. Le site Yvrshoots annonce que le début du tournage de la deuxième saison a débuté le 25 juillet 2016.

## Épisodes
| Saisons | Nombre d'épisodes | Diffusion originale | Diffusion originale | Diffusion originale | Diffusion originale            |
| Saisons | Nombre d'épisodes | Années              | Début de saison     | Fin de saison       | Audiences moyenne (en million) |
| ------- | ----------------- | ------------------- | ------------------- | ------------------- | ------------------------------ |
| 1       | 20                | 2015-2016           | 26 octobre 2015     | 18 avril 2016       | 7,68                           |
| 2       | 22                | 2016-2017           | 10 octobre 2016     | 22 mai 2017         | 2,35                           |
| 3       | 23                | 2017-2018           | 9 octobre 2017      | 18 juin 2018        | 1,82                           |
| 4       | 22                | 2018-2019           | 14 octobre 2018     | 19 mai 2019         | 1,20                           |
| 5       | 19                | 2019-2020           | 6 octobre 2019      | 17 mai 2020         | 0,84                           |
| 6       | 20                | 2021                | 30 mars 2021        | 9 novembre 2021     | 0,51                           |

### Première saison (2015-2016)
Kara Danvers alias Kara Zor-el est une jeune kryptonienne. Après avoir dérivé pendant 24 ans dans la Zone fantôme, elle a atterri sur Terre et a été aussitôt pris en charge par son cousin Kal-El (entretemps devenu Superman) qui la confia aux Danvers. Bien plus tard, Kara est devenue assistante auprès de Cat Grant, surnommée « La reine des médias » à CatCo Worldwide Media aux côtés de son ami Winn Schott, technicien informatique, et le célèbre photographe James Olsen. Elle cache ses pouvoirs à tous jusqu’au jour où elle est contrainte de révéler sa nature au public. Elle devient alors Supergirl et travaille avec sa sœur pour le DEO, une agence gouvernemental contre les menaces extraterrestres. Au cours de la saison, Supergirl et le DEO devront incarcérer les évadés de la prison kryptonienne Fort Rozz. Kara découvrira que sa tante Astra et son mari Non font partie des prisonniers et devra les affronter pour sauver l'humanité.

### Deuxième saison (2016-2017)
Après le départ de Cat Grant, Kara Danvers concilie son nouveau travail de reporter à CatCo avec son travail au DEO et fait la rencontre de Mon-El ainsi que Lena Luthor, qui deviendra par la suite sa meilleure amie. Supergirl se trouvera vite confrontée à la dangereuse organisation Cadmus, dirigée par Lillian Luthor, la mère de Lena.
La jeune kryptonienne aidera Mon-El à s'acclimater à la vie terrienne et à contrôler ses pouvoirs, et les deux jeunes finiront par tomber amoureux. Après l'arrivée de la famille royale de Daxam, la planète jumelle de Krypton, Kara découvrira que son petit ami lui a menti, qu'il est le prince de Daxam et sera confrontée par sa mère, la reine Rhea…

### Troisième saison (2017-2018)
Attristée par le départ de Mon-El, Kara décide de se consacrer principalement à sa vie de Supergirl en mettant de côté sa vie d'humaine, laissant dans l'inquiétude sa famille et ses amis. Alors qu'elle reprend peu à peu le dessus, elle se retrouve confrontée au plus puissant adversaire qu'elle ait combattu jusqu'à présent : une ancienne guerrière kryptonienne obscure du nom de Reign, alors que sa personnalité humaine est l'une de ses nouvelles amies.
Mais comment peut-elle se débarrasser de Reign sans condamner l'âme de son amie ?

### Quatrième saison (2018-2019)
Kara parvient à gérer sa carrière de journaliste et sa vie comme Supergirl, protectrice de la Terre avec le départ de Superman pour Argo. Mais les extraterrestres réfugiés sur Terre se sentent menacés et une vague de haine humaine se forme dans la population. En particulier d'un groupe d'extrémiste, influencé et dirigé par un homme menaçant d'éliminer tous les extraterrestres, sous le pseudonyme « Agent Liberté ».
Alors que le pays semble être divisé par le racisme et la haine contre les extraterrestres réfugiés, un clone de Supergirl, créé lors de son affrontement final avec Reign, se retrouve dans le pays fictif Kaznie et se fait appeler "La Fille Rouge".

### Cinquième saison (2019-2020)
Kara ignore que Lex a révélé son identité secrète à Léna. Trahie, la jeune femme s'engage sur une route sombre. Kara avouera la vérité a Léna plus tard sur son identité.La carrière de Kara prend une autre tournure, lorsque la nouvelle rédactrice en chef, PDG de la société de technologie Obsidian et ancienne amie de Lena, décide de transformer Catco Magazine en un éditeur numérique.
J'onn J'onzz se trouve confronté à son propre frère, échappé de la zone fantôme et en quête de vengeance. Alors que la réalité virtuelle prend une place importante à National City, Supergirl et le DEO doivent également faire face à Léviathan, une organisation criminelle secrète mondiale…

### Sixième saison (2021)
Cette dernière saison, de vingt épisodes a été diffusée du 30 mars au 9 novembre 2021 sur The CW.

## Crossovers
L’Arrowverse est un univers de fiction partagé centré sur plusieurs séries télévisées diffusées sur la chaîne The CW.
La première série télévisée incluse dans l'Arrowverse est Arrow, fondée sur le personnage de Green Arrow, qui a débuté en octobre 2012. L'univers s'est élargi avec la série Flash en octobre 2014, qui est fondée sur Barry Allen / Flash, puis en août 2015, avec la série d'animation Vixen sur CW Seed, et à nouveau avec la série en live-action de l'équipe Legends of Tomorrow en janvier 2016. La franchise a également rassemblé des séries télévisées DC Comics diffusées sur d'autres chaînes de télévision : Matt Ryan, l'acteur principal de Constantine, est ainsi apparu dans la quatrième saison d’Arrow. La série Supergirl, à la suite de son déplacement de CBS vers The CW, rejoint cet univers partagé en octobre 2016. Batwoman, qui est fondée sur Kate Kane / Batwoman, est la dernière en série à avoir rejoint l'Arrowverse en octobre 2019.

## Accueil

### Critiques
La première saison est accueillie de façon favorable par la critique. L'agrégateur de critiques Metacritic lui accorde une note de 75 sur 100, basée sur la moyenne de 33 critiques.
Sur le site Rotten Tomatoes, elle obtient une note moyenne de 97 %, sur la base de 68 critiques.
Concernant la presse américaine, The Washington Post décrit une adaptation « enjouée et très juste, qui accomplit habilement la tâche difficile qui est de rendre crédible et chaleureuse pour ceux qui sont fatigués du genre (ou ne l'ont jamais aimé) une histoire ringarde de comic book ».
Pour The Hollywood Reporter, cette série porte un « message édifiant et progressiste ».
Plus mitigé, The New York Times écrit que Supergirl est « une série d'action moyenne pour le moment, mais sa star est intéressante ».
L'Obs, plus positif, compare Supergirl à Flash et Smallville, décrivant une série « optimiste et agréable ».

### Audiences américaines
L'épisode pilote, diffusé le 27 octobre 2015, a réalisé une audience de 12,955 millions de téléspectateurs avec un taux de 3,1 % sur les 18-49 ans lors de sa première diffusion. L'audience cumulée des sept premiers jours est de 16,924 millions de téléspectateurs avec un taux de 4,4 % sur les 18-49 ans.
La première saison a réalisé une audience moyenne de 7,687 millions de téléspectateurs avec un taux de 1,68 % sur les 18-49 ans lors de la première diffusion de chaque épisode.

### Audiences françaises
Lors de sa diffusion sur TF1 en seconde partie de soirée, la première saison de Supergirl a été suivi par 840 000 téléspectateurs en moyenne, soit 17,1% du public.

## Distinctions
| Année | Prix                                 | Catégorie                                         | Nomination                              | Résultat   |
| ----- | ------------------------------------ | ------------------------------------------------- | --------------------------------------- | ---------- |
| 2017  | 19e cérémonie des Teen Choice Awards | Meilleure série d'action                          | Supergirl                               | Nomination |
| 2017  | 19e cérémonie des Teen Choice Awards | Meilleur acteur dans une série d'action           | Chris Wood                              | Nomination |
| 2017  | 19e cérémonie des Teen Choice Awards | Meilleure actrice dans une série d'action         | Melissa Benoist                         | Lauréat    |
| 2017  | 19e cérémonie des Teen Choice Awards | Meilleur vilain dans une série                    | Teri Hatcher                            | Nomination |
| 2017  | 19e cérémonie des Teen Choice Awards | Meilleure alchimie dans une série                 | #KARAMEL (Chris Wood & Melissa Benoist) | Nomination |
| 2017  | 19e cérémonie des Teen Choice Awards | Meilleur baiser dans une série                    | Chris Wood & Melissa Benoist            | Nomination |
| 2017  | 43e cérémonie des Saturn Awards      | Meilleure adaptation de super-héros               | Supergirl                               | Lauréat    |
| 2017  | 43e cérémonie des Saturn Awards      | Meilleure actrice de télévision                   | Melissa Benoist                         | Lauréat    |
| 2017  | 43e cérémonie des Saturn Awards      | Meilleur acteur de télévision dans un second rôle | Mehcad Brooks                           | Nomination |
| 2017  | 43e cérémonie des Saturn Awards      | Meilleur artiste invité                           | Tyler Hoechlin                          | Nomination |
| 2018  | 20e cérémonie des Teen Choice Awards | Meilleure série d'action                          | Supergirl                               | Nomination |
| 2018  | 20e cérémonie des Teen Choice Awards | Meilleur acteur dans une série d'action           | Chris Wood                              | Nomination |
| 2018  | 20e cérémonie des Teen Choice Awards | Meilleure actrice dans une série d'action         | Melissa Benoist                         | Lauréat    |
| 2018  | 20e cérémonie des Teen Choice Awards | Meilleur vilain dans une série                    | Odette Annable                          | Nomination |
| 2018  | 20e cérémonie des Teen Choice Awards | Meilleur voleur de vedette                        | Katie McGrath                           | Nomination |

## Produits dérivés

### Sorties DVD / Blu-ray
La série est sortie sur les formats Blu-ray et DVD.
- Supergirl - Saison 1 : coffret 3 disques Blu-ray sous fourreau cartonnée et coffret 5 DVD sous fourreau cartonné, sortis le 5 juillet 2017 chez Warner Home Vidéo France. Le ratio écran est en 1.77:1 panoramique 16:9 et 16:9 natif. L'audio est en Anglais et Français 5.1 Dolby Digital. Les sous-titres français sont disponibles. Il s'agit d'une édition Zone 2 Pal et Zone B[78].
- Supergirl - Saison 2 : coffret 4 disques Blu-ray sous fourreau cartonnée et coffret 5 DVD sous fourreau cartonné, sortis le 25 juillet 2018 chez Warner Home Vidéo France. Le ratio écran est en 1.78:1 anamorphique 16:9 et 16:9 natif. L'audio est en Anglais et Allemand 5.1 et Français, Italien et Espagnol 2.0 Dolby Digital. Les sous-titres en français sont disponibles. Il s'agit d'une édition Zone 2 Pal et Zone B[79].
- Supergirl - Saison 3 : coffret 4 disques Blu-ray sous fourreau cartonnée et coffret 5 DVD sous fourreau cartonné, sortis le 20 février 2019 chez Warner Home Vidéo France. Le ratio écran est en 1.78:1 anamorphique 16:9 et 16:9 natif. L'audio est en Anglais et Allemand 5.1 et Français 2.0 Dolby Digital. Les sous-titres en français sont disponibles. Il s'agit d'une édition Zone 2 Pal et Zone B[80].

### Série dérivée
Le 28 octobre 2019, The CW annonce le projet d'une série dérivée, intitulée Superman et Loïs.[réf. nécessaire] L'intrigue sera centrée sur Superman et Loïs face au stress, à la pression et à la complexité d'être des parents qui travaillent dans la société d'aujourd'hui.[réf. nécessaire] Le scénariste Todd Helbing (showrunner des saisons 2 à 5 de Flash) est annoncé pour écrire l'épisode pilote, produit par Greg Berlanti, Sarah Schechter et Geoff Johns.[réf. nécessaire]